# Elsenz (Eppingen)
Elsenz ist ein Dorf im Landkreis Heilbronn in Baden-Württemberg, das seit dem 1. Dezember 1971 zu Eppingen gehört.

## Geschichte
Das Dorf liegt an der Quelle des gleichnamigen Flusses Elsenz und wurde 1137 erstmals urkundlich als Reichsgut erwähnt, anschließend war es in reichsritterschaftlichem Besitz. Die Kurpfalz erwarb den Ort im Jahr 1365. Bei der Aufteilung der Kurpfalz fiel Elsenz 1803 an das Fürstentum Leiningen, nach dessen raschem Ende 1806 wurde der Ort selbstständige Gemeinde innerhalb des Großherzogtums Baden im Amtsbezirk Eppingen. Nach einem Blitzschlag wurden im Juli 1905 mehrere Gebäude in der Ortsmitte ein Raub der Flammen. Ab 1924 Zugehörigkeit zum Bezirksamt Bruchsal, ab 1936 zum Bezirksamt Sinsheim. 1939 wurden 1257 Einwohner gezählt, Ende 1945 waren es 1320. Am 1. Dezember 1971 erfolgte die Eingemeindung nach Eppingen und damit der Wechsel zum Landkreis Heilbronn.
Elsenz ist nach wie vor stark landwirtschaftlich geprägt, wobei traditionell auch noch Tabak angebaut wird. Der Ort hat heute ca. 1800 Einwohner. Im Ort befinden sich zahlreiche historische Anwesen, jedoch besteht heute sehr hoher Sanierungsbedarf.

## Wappen
Blasonierung: Das Wappen von Elsenz zeigt eine naturfarbene blaue Traube mit grünen Rebenblättern auf silbernem Schild.

## Sehenswürdigkeiten
- Die Evangelische Pfarrkirche wurde 1843 von einem namentlich nicht bekannten Baumeister im neuromanischen Rundbogenstil erbaut.[5]
- Die katholische Dreifaltigkeitskirche ist ein neubarocker Bau von 1912/13, der nach Plänen des Architekten Johannes Schroth aus Karlsruhe errichtet wurde.[6] Zur Ausstattung der Kirche zählt eine spätgotische Madonna um 1480.
- Ehemaliges Rathaus von 1873 mit markantem hölzernen Anbau, heute mit Heimat- und Tabakmuseum.
- Die Ortsmitte weist viele historische Fachwerkhäuser auf, teilweise aus dem 18. Jahrhundert, z. B. in der Sinsheimer Straße 1
- Der Elsenzer See, der Quellort des gleichnamigen Flusses

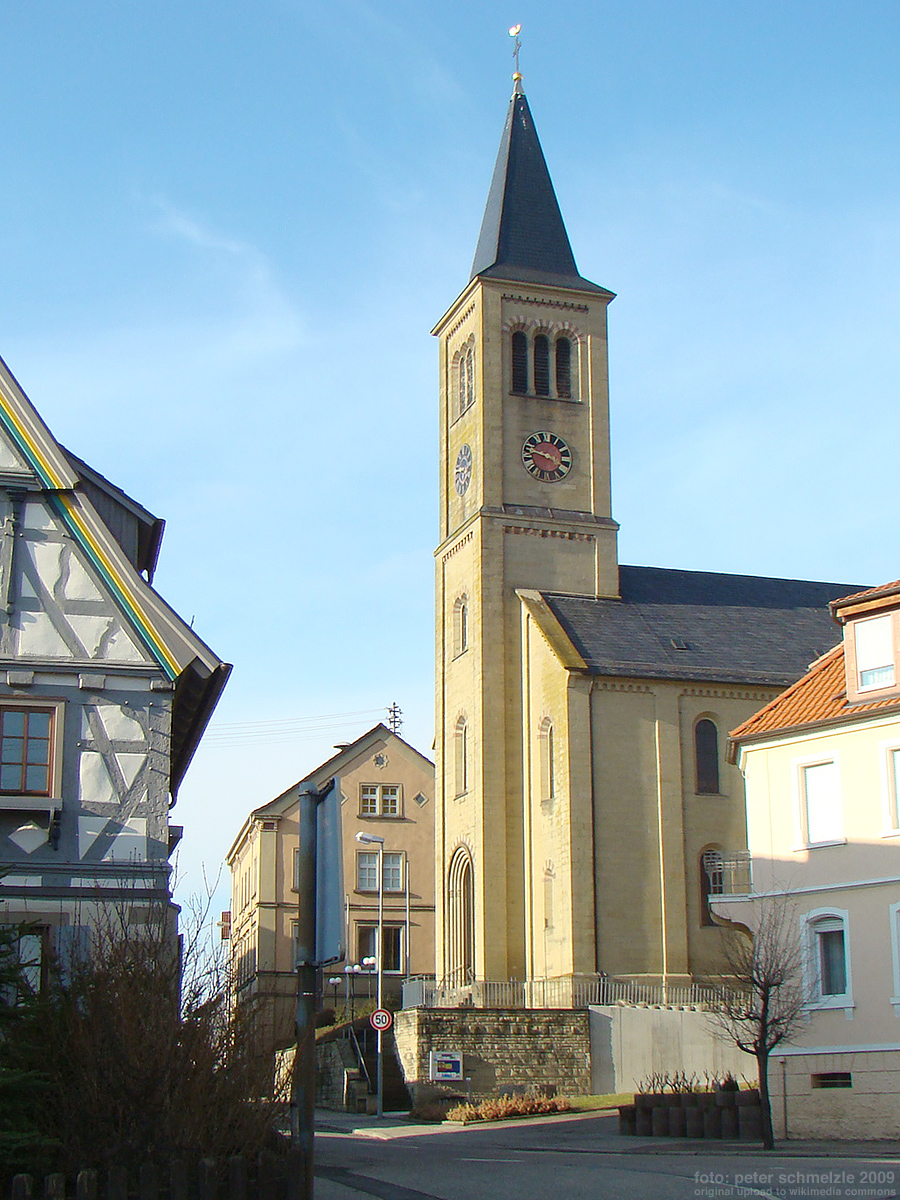
Evangelische Pfarrkirche
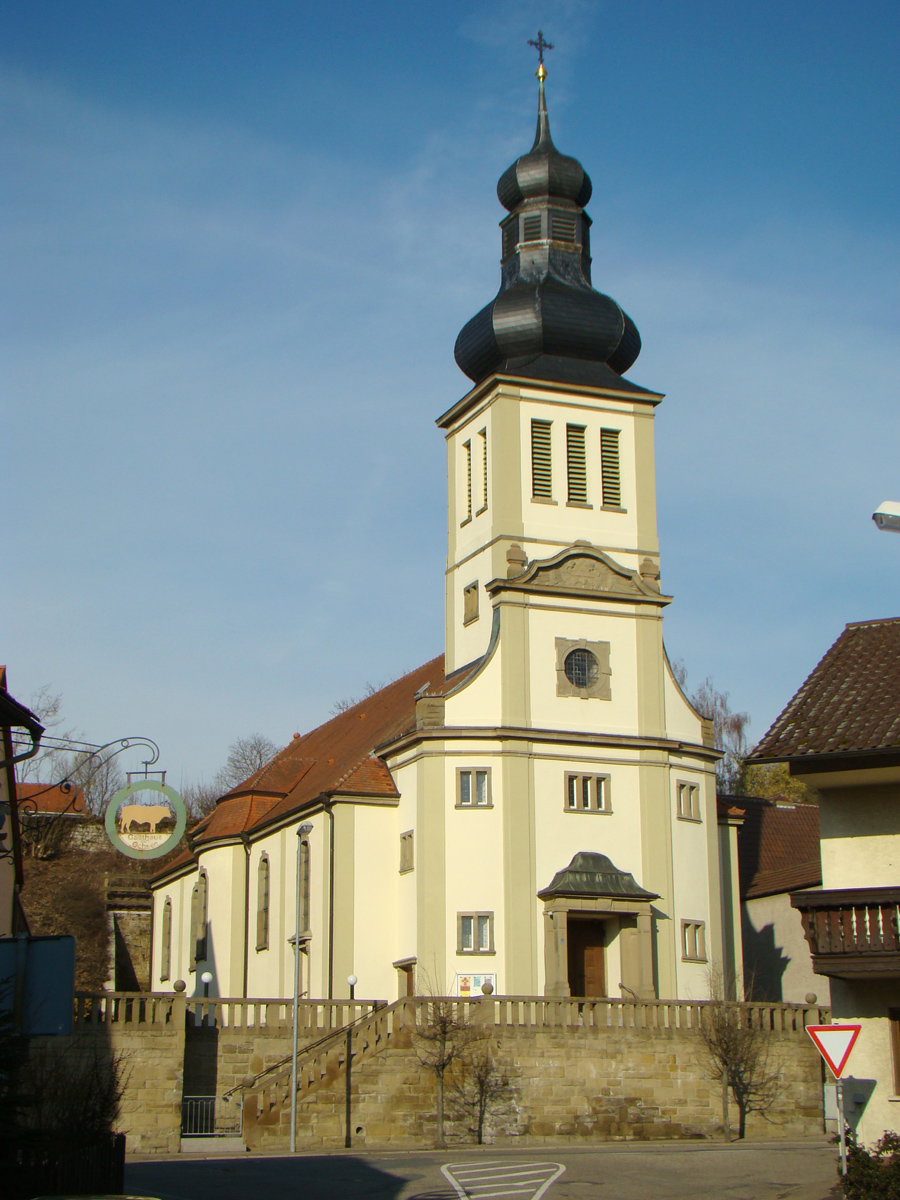
Katholische Dreifaltigkeitskirche

## Persönlichkeiten
- Johannes Müller (1865–1946), Landwirt und von 1904 bis 1933 Bürgermeister in Elsenz, gehörte von 1913 bis 1918 der II. Kammer der Badischen Ständeversammlung an